# Янко Полич Камов (награда)
Наградата „Янко Полич Камов“ (на хърватски: Nagrada Janko Polić Kamov) е хърватска литературна награда, основана и присъждана от Дружеството на хърватските писатели.
Наградата се присъжда от 2014 г. „за най-добро литературно произведение (роман, сборник с разкази, поезия, драма), чието първо издание трябва да бъде публикувано на хърватски и издадено от издател, регистриран в Република Хърватия“. Наградата носи името на хърватския писател авангардист Янко Полич Камов и се връчва ежегодно на 17 ноември, рождената дата на писателя, в Загреб или Риека. Тя се присъжда с цел насърчаване на иновациите в стилово-лингвистичен или тематичен план. Наградата е в размер на 10 000 куни, а от 2024 г. е 2000 евро (поради смяната на националната валута). Наградата не може да се споделя между няколко автори или множество творби.

## Носители на наградата
- 2014 – Лука Бекавац – за романа „Вилево“[3]
- 2015 – Марко Деянович – за романа Karte, molim!
- 2016 – Ивана Рогар – за сборника с разкази Tumačenje snova
- 2017 – Зоран Рошко – за романа Minus sapiens
- 2018 – Игор Мандич – за книгата Predsmrtni dnevnik
- 2019 – Боривой Радакович – за романа Hoćemo li sutra u kino
- 2020 – Невен Усумович – за книгата Zlatna opeklina
- 2021 – Мартина Видаич – за сборника Trg, tržnica, nož[4][5]
- 2022 – Томислав Рибич – за книгата Dve rali zmeržnjenogo jognja[6]
- 2023 – Роберт Перишич – за романа Brod za Issu[7]